# Poldesz Albert
Poldesz Albert (Ráksi, 1925. október 11. – Bázel, 1997. április 23.) Svájcban élő, magyar származású író, költő. Az 1956-os forradalom egyik kaposvári vezetője. Somogy megye forradalmi nemzeti tanácsának titkára.

## Élete
Ráksiban született, gyermekkora óta írt verseket. Az 1956-os forradalom egyik kaposvári vezetője volt, majd a Somogy Megyei Forradalmi Nemzeti Tanácsnak titkára lett 1956. október 29-től. A forradalom leverése után bujdosott, majd elmenekült Magyarországról a megtorlások elől, és Svájcban, Bázelben telepedett le. Itt közgazdász diplomát szerzett, ledoktorált és egy biztosítótársaság igazgatójaként dolgozott élete végéig. Irodalmi műveit javarészt Magyarországra vissza-visszatérve alkotta az 1990-es évek elején. Jelentősek több fordítást megéltek verseskötetei és illusztrált mesekönyvei, legjelentősebb műve a Hallgatni, szólni szabadon c. kötet, valamint az Éled az erdő.

## Irodalmi művei
- Hallgatni, szólni szabadon[4] [5]
- Éled az erdő[6]
- Pipics[7]